# DRG E 17 sorozat
A DRG E 17 sorozat, később a DB 117 sorozat egy német 1'Do1' tengelyelrendezésű, 15 kV, 16,7 Hz áramrendszerű villamosmozdony-sorozat volt. 1928 és 1929 között gyártotta az AEG és a SSW. Összesen 38 db készült a sorozatból. 1968 és 1980 között lett selejtezve.